# 멜버른 아레나
멜버른 아레나(Melbourne Arena)는 오스트레일리아 빅토리아주 멜버른에 위치한 실내 경기장이다. NBL 멜버른 유나이티드의 홈 경기장으로 사용되고 있다. 2008년 7월 1일 중국의 가전 제품 회사인 하이센스와 6년 동안의 경기장 스폰서 계약을 맺으면서 하이센스 아레나(Hisense Arena)라고 불렸었다.